# Helsingborgs kontrakt
Helsingborgs kontrakt är ett kontrakt i Lunds stift inom Svenska kyrkan. Kontraktets församlingar ligger sedan 1 januari 2020 alla i Helsingborgs kommun.
Kontraktskoden är 0711. 

## Administrativ historik
Kontraktet bildades 1962  av
en del av Luggude södra kontrakt med
- Helsingborgs Maria församling
- Helsingborgs Gustav Adolfs församling
- Raus församling
- Bårslövs församling som 2010 uppgick i Kvistofta församling
- Fjärestads församling som 2010 uppgick i Kvistofta församling

en del av Rönnebergs kontrakt med
- Kvistofta församling
- Glumslövs församling som 2010 uppgick i Kvistofta församling

1977 bildades
- Filborna församling som 2022 uppgick i Helsingborgs Gustav Adolfs församling

1 januari 2020 överfördes Kvistofta församling till Luggude-Åsbo kontrakt.

## Kontraktsprostar
- 1998- Gudrun Erlandson.
- 2018 - Kristian Lillö.